# 嫌い箸
嫌い箸（きらいばし）は、「忌み箸（いみばし）」「禁じ箸（きんじばし）」とも言い、箸食文化圏においてマナー違反とされている箸の使い方である。

## 概説
地域文化や信仰宗教が違えば、心好く思われない所作（好き嫌いの基準で、嫌われる振る舞い）や忌むべき所作（習慣や教義によって禁じられている振る舞い）も異なるため、箸使いのマナーにも自ずと差異が見られる。
例えば、中国・韓国・日本は同じ火食文化圏に属するが、箸と匙を併用する前2者の文化に取り箸（盛り合わせ料理や複数人で食べる鍋料理などから個に取り分けるために使われる、専用の箸）は存在せず、全てが直箸（じかばし）であり、箸のみを使う文化圏にある日本における直箸のタブーは、前2者では成り立たない。
また、日本の忌み箸には、仏式の葬儀関連行事の場合に限って通常時と区別する含意をもって敢えて忌むべき箸使いをする風習がある（「仏箸」にて詳述）。

## 日本における嫌い箸
室町時代の『礼容筆粋』には嫌い箸の記載がある。また、1882年（明治15年）の東京府告示『小学女礼式』にも記載がある。

### 持ち方に関する嫌い箸
握り箸
片手で二本の箸を鷲づかみにして食事に使う所作。
我流でもって指を操り、箸を動かすことになるが、箸をまだ持ち慣れない幼児にこそ多く見られる稚拙な使い方でもあるため、年長の子供や大人の所作としては他者に受け容れられない。
また、古来、食事の途中で握り箸の形に持ち替える行為は攻撃の準備と見なされるものであったことから、今日においても受け容れられない。
食器を持っている側の手で箸を握り持つ所作を指す場合もある。
拝み箸
両手で箸をはさみ、拝むようにする所作。
横箸
箸を二本揃えて、スプーンのように食べ物を掬い上げる所作。箸を舐める所作。
違い箸（ちがいばし）
種類・材質の異なる箸を一対で用いる所作。火葬後の遺骨を拾うときには違う箸を一対にして使う。
返し箸・逆さ箸
複数人で食べる料理を個に取り分ける際、箸を上下逆さにして用いる所作。自分の手が触れた場所で料理を掴む事になる上、箸の上部が汚れ見栄えが悪くなるためマナー違反とされる。取り箸を使うのがマナーである。慶事用の箸には両端を細くしてある──つまりは、食べる側にしてある──ものもあるが、これは神仏と食事を共にするという信仰的意義が籠められた造形であって、逆さにして使うために作られたものではない。
懐石における八寸では品ごとに取り箸の上下を使い分ける返し箸を用いる。
左箸
箸を左手で持つ所作。箸の置く向き、椀の置く位置に作法があるように、箸は右手で持つことが作法とされる。
ちぎり箸
箸を両手に1本ずつ持ってナイフとフォークのように料理をちぎる所作。
竹木箸・違い箸
不ぞろいの箸で食べる

### 使い方に関する嫌い箸
突き箸・刺し箸
料理に箸を突き刺して食べる所作。見た目が悪いだけでなく、火の通り具合を疑っているようにも見られる。
仏箸（ほとけばし）・立て箸
箸をご飯に突き刺して立てる所作。仏式の葬儀のとき、枕飯を死者に捧げるやり方。
合わせ箸
箸から箸へ料理を渡す所作。火葬後の遺骨を拾うときには箸から箸へ遺骨を渡して後に骨壺に納める。「拾い箸」「箸渡し」とも言う。
叩き箸
箸で食器を叩いて音を立てる所作。人を呼ぶ目的でそれをしたり、食器を打楽器代わりにして遊ぶ行為は、マナーを著しく踏み外していると見なされる。なお、「茶碗を叩くと餓鬼が来る」という言い伝えがある。
振り上げ箸
箸を手の甲より高く振り上げる所作。
指し箸
箸で人や物を指し示す所作。
持ち箸
箸を持った手で同時に他の食器を持つ所作。
受け箸
箸を持ったままでおかわりをする所作。
寄せ箸
遠くの食器を手元に引き寄せるために箸を使う所作。
空箸（そらばし）
食べようとして料理に箸を伸ばしたにもかかわらず、口に運ぶことをやめて箸を引いてしまう所作。やっていることは、供された食物を毒入りと疑ったときに古の人が執る仕草と変わり無いため、食の提供者に対して失礼な振る舞いである。
迷い箸（まよいばし）
どの料理を口にしようかと迷い、料理の上であれこれと箸を動かす所作。「惑い箸（まどいばし）」「なまじ箸」とも言う。
移り箸・渡り箸
おかずを食べた箸で(間に飯を食べないで)またおかずを食べること。現在では嫌い箸とみなされない。加えて、いったん箸を付けたにもかかわらず、その品を食べずに他の品へと移る所作をも指す。
挵り箸 / せせり箸 （せせりばし）
箸で食物を挵る（せせる。尖った物で繰り返しつつく）所作。
楊枝箸（後述）のことを指す場合もある。
楊枝箸
箸を爪楊枝代わりに使い、歯間に挟まった食物をほじくり取ろうとする所作。
涙箸
汁が滴りやすい料理を食べる際、それを取った箸から汁を滴らせながら口に運ぶ所作。
探り箸
汁椀の底に具が残っていないかと、箸を椀の中でかき回して探る所作。
洗い箸
汁物などで箸を洗う所作。
捥ぎ箸（もぎばし）
箸に付いた米粒などを口で捥（も）ぎ取る所作。これを行わないために食事の最初には汁物を一口すすって箸を湿らせるのが作法とされる一方で、汁をすする際には箸は用いない作法のため湿らないという矛盾がある。
舐り箸（ねぶりばし）
箸を舐る（ねぶる。舌で舐める）所作。
銜え箸 / 咥え箸 （くわえばし）
箸を銜える（くわえる。咥える。口に軽く挟んで支えること）所作。
噛み箸
箸を噛む所作。
掻き箸（かきばし）
食器に口を付け箸で食べ物を掻き込む所作、箸で頭などを掻く所作。
橋箸・渡し箸
箸休めのときに箸を器の上で横にかける所作。
懐石での八寸や強い肴では取り箸が渡し箸で供される。
揃え箸（そろえばし）
箸を食器等に突き立てて揃える所作。
直箸（じかばし）
複数人で食べる料理の際、取り箸を使わずに個人の箸で直（じか）に取り分ける所作。自他の別は問わないので、自分のために取り分けることはもちろん、他人の分を取り分けることも該当する。ただし、懇意な仲同士や遠慮なく多くの料理を客に食べてほしいときには敢えて「直箸で」と勧めることがある。
日本独自の嫌い箸であり、中国・台湾、朝鮮など取り箸が存在しない地域では問題とならない。*中国はともかく、香港では間違いなく取り箸の文化がある。
透かし箸（すかしばし）
骨付き魚の上側を食べた後、骨越しに裏側の身をつついて食べる所作。
撥ね箸（はねばし）
嫌いなものを箸でのける所作。
重ね箸
他にもあるなかで一つの料理ばかりを食べ続ける所作。「片付け食い」「ばっかり食べ」とも言う。
込み箸
箸を使って口の中に大量に食べ物を詰め込みほおばる所作。
落とし箸
食事中に箸を床に落とす所作。